# 磯田粂三郎

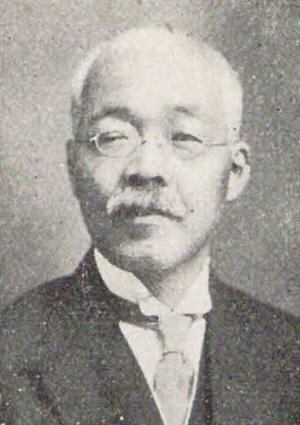
磯田粂三郎

磯田 粂三郎（いそだ くめさぶろう、1869年6月28日（明治2年5月19日） - 1934年（昭和9年）8月17日）は、衆議院議員（立憲政友会）、弁護士。

## 経歴
大和国吉野郡六田村（現在の奈良県吉野郡吉野町）に米田六右衛門の二男として生まれ、弁護士・衆議院議員の磯田和蔵の養子となった。1890年（明治23年）、明治法律学校（現在の明治大学）を卒業し、翌年に代言人試験に合格した。1892年（明治25年）に和蔵と共同で奈良市に事務所を開いた。商法が施行されて以降、破産管財人を務めた。
1920年（大正9年）、第14回衆議院議員総選挙に出馬し、当選を果たした。